# فلافيو ميدييروس
فلافيو ميدييروس دا سيلفا هو لاعب كرة قدم برازيلي في مركز الوسط، ولد في 10 فبراير 1996 في سانتوس، ساو باولو في البرازيل. لعب مع نادي فيتوريا.

## وصلات خارجية
- فلافيو ميدييروس دا سيلفا على موقع اتحاد تركيا (لاعب) (الإنجليزية)
- فلافيو ميدييروس دا سيلفا على موقع قاعدة بيانات كرة القدم.إي يو (الإنجليزية)
- فلافيو ميدييروس دا سيلفا على موقع Soccerway.com (الإنجليزية)